# إبراهيم الجوابرة
```

```

إبراهيم الجوابرة (1 مايو 1991 -) لاعب كرة قدم أردني يلعب في نادي الوحدات في مركز الهجوم، ومثل المنتخب الأردني. مع بداية موسم 2022 وقع مع نادي السيب العماني عقد لمدة موسم واحد وتعتبر هذه التجربة الاحترافية الخارجية الأولى له.

## مسيرته
- من العام 2010 حتى عام 2015 مثل فريق الاهلي
- من العام 2015 حتى عام 2016 مثل فريق ذات راس
- من العام 2016 حتى العام 2017 مثل فريق سحاب
- من العام 2017 حتى العام 2018 مثل فريق الجزيرة
- من العام 2018 حتى العام 2019 مثل فريق الاهلي
- من العام 2020 حتى العام 2022 مثل فريق الوحدات[7]
- من العام 2022 حتى الآن مثل فريق السيب العماني[5][8]

## روابط خارجية
- صفحة بيانات اللاعب إبراهيم الجوابرة عبر موقع كوورة